# Fat Man and Little Boy
«Fat Man and Little Boy» (рус. «Толстяк и маленький мальчик») — пятая серия шестнадцатого сезона мультсериала «Симпсоны». Впервые вышла в эфире американской телекомпании Фокс 12 декабря 2004 года.

## Сюжет
После нападения на Лизу с плевалкой Барт обнаруживает, что у него шатается последний молочный зуб. После нескольких неудачных попыток Барт заходит на кухню в тот момент, когда Мардж открывает ящик со столовыми приборами, который застрял, и локтем выбивает ему этот зуб. Барт кладет зуб под подушку для зубной феи и читает молитву, чтобы она принесла ему денег, но утром обнаруживает лишь записку с текстом, что зубная фея сделала пожертвование от его имени в благотворительный фонд. Мардж пытается ободрить сына и говорит, что, поскольку это был последний молочный зуб, фея решила сделать ему взрослый подарок. Барт не хочет становиться взрослым и пытается показать, что он всё ещё ребенок, но у него это плохо получается. Решив, что его детство кончилось, Барт собирает все свои старые игрушки, кладет их на самодельный плот, выталкивает его на середину пруда и поджигает при помощи лупы, по аналогии с похоронами викингов.
Лиза говорит Барту, что когда она чувствует себя подавленной, то пишет. Барт начинает писать фломастером надписи на футболках. Они становятся популярными по всему городу. Милхаус тоже хочет одну и наталкивает Барта на идею делать бизнес на продаже футболок. Когда Барт начинает торговать ими с самодельного лотка возле своего дома, подъезжает шеф полиции Виггам и конфискует весь его товар за торговлю без лицензии. Лиза предлагает Барту торговать легально, и они везут новую партию футболок на выставку, чтобы найти розничного торговца. Но маленький рекламный стенд Барта ломается, когда раскрывается огромный рекламный стенд футболок клоуна Красти и все устремляются туда. Когда расстроенный Барт выходит с выставки, на него наезжает автомобиль Гуса Гладуэлла, продавца в стиле Вилли Вонка, который торгует странными вещами. Он видит футболки Барта и предлагает продавать их во всех своих 20 магазинах, которые находятся в 30 штатах. Футболки быстро распродаются, и Гус дает Барту достаточно денег, чтобы поддержать доходы семьи Симпсонов. Но потом всё меняется, когда мистер Бёрнс отправляет Гомера в неоплачиваемый отпуск из-за того, что тот спал на рабочем месте в одной из футболок Барта. Семья Симпсонов теперь живет только на доходы от продаж футболок Барта. Когда вся семья идет в ресторан, Гомер просит Барта 200 долларов, чтобы заплатить за ужин в ресторане и разбитый унитаз. Гомер кричит на официанта, что, несмотря на то, что берет деньги у своего сына, он в семье главный, и привлекает внимание остальных посетителей, и смущает Мардж.
Во время просмотра документального фильма о львах с британским теле-продюсером Декланом Десмондом, в котором молодой и агрессивный альфа-самец прогоняет старого самца и занимает его место, Гомер понимает, что теперь Барт занял его место. Поэтому он решает заняться воспитанием Лизы и они быстро находят общий язык. В комнате Лизы Гомер видит ее работу на школьный конкурс научных проектов, которая посвящена истории ядерной физики и представляет собой модель первого ядерного реактора. В этот момент на лужайке перед домом Лизы появляется Мартин и показывает им свой проект, Человекообразного Умного гуМаноида (ЧУМ). Лиза считает, что у неё нет никаких шансов выиграть конкурс, но Гомер решает ей помочь. Он находит в интернете руководство, как сделать ядерный реактор, и ему не хватает лишь плутония, но он знает, где его достать. Гомер крадет плутоний на атомной электростанции и создает небольшой самодельный ядерный реактор второго класса. После того, как он показывает свою поделку Лизе, она подносит к ней детский счётчик Гейгера от клоуна Красти и зовет на помощь Мардж, предупреждая об опасности взрыва. Мардж приказывает Гомеру унести свою гамма-лучевую «как её там».
В магазине Гуса Барт узнает, что тот продал права на его футболки компании Уолт Дисней, которая собирается снимать по фильму на каждую футболку, но Барт с этого ничего не получит, а адвокаты Гуса сделают так, что ему ничего за это не будет. И Барт должен усвоить урок, никогда не доверять чудакам. После «эффектного» ухода Гуса грустный Барт идет по улице, натыкается на Гомера и жалуется ему, что Гус его надул, а он всего лишь маленький ребёнок. Гомер обещает сыну разобраться с чудаком. В магазине Гуса Гомер угрожает взорвать свой самодельный реактор и разрушить всё в округе, если Гус не даст Барту то, что ему причитается. Гус не верит Гомеру, тогда тот переводит свой реактор в низкий режим, при этом начинает плавиться пластмассовая блевотина, лежащая рядом с аппаратом. Гус пугается и отдает все деньги, которые были при нем, и другие товары магазина приколов. Барт благодарит Гомера, который рад, что он снова стал главой семьи Симпсонов. Гомер говорит Барту, что отправит самодельный реактор на свалку (хотя эта проблема не решится, так как город все равно будет уничтожен).

## Интересные факты
Гамма-лучевая «как её там» — это было название мистического объекта, который оказался радиоактивным и взрывоопасным, в криминальной драме 1955 года Целуй меня насмерть.

## Рецензии
ReviewStream писал, что только Симпсоны могут объединить в себе образ Вилли Вонка, поэму Роберта Фроста и похороны по обычаям викингов в одном эпизоде.